# I Fantastici 4 e Silver Surfer (videogioco)
I Fantastici 4 e Silver Surfer (Fantastic Four: Rise of the Silver Surfer) è un videogioco action-adventure pubblicato da 2K Games nel 2007 per PlayStation 2, PlayStation 3, Wii, Xbox 360 e Nintendo DS, basato sul film omonimo. È un sequel del videogioco del 2005 I Fantastici 4, anch'esso basato sul suo film omonimo.

## Modalità di gioco
In I Fantastici 4 e Silver Surfer, il giocatore affronta vari nemici e personaggi dall'universo dei Fantastici Quattro, come Silver Surfer, Terrax, Fantasma Rosso, Super-Skrull e Dottor Destino. Oltre ad affrontare missioni in cui è presente l'intero team di supereroi, il giocatore dovrà giocare missioni in singolo durante il gioco, come ad esempio la missione della Torcia Umana che insegue Silver Surfer per New York e quella della Donna Invisibile che usa i suoi superpoteri di invisibilità per intrufolarsi in una base militare.
Il gioco permette l'utilizzo di attacchi fusi, dando al giocatore la possibilità di combinare i poteri dei Fantastici Quattro per creare nuove mosse. Ci sono 12 differenti mosse nel gioco, una per ogni combinazione di membri del team. Ad esempio, la mossa combinata di Sue e Johnny Storm è una vera e propria bomba che Sue crea tramite un campo d'energia che viene poi riempito di fiamme da Johnny. Un altro esempio è la mossa combinata di Ben Grimm e Sue, in cui Ben carica un'orda di avversari mentre Sue proietta con la telecinesi delle lame rotanti attorno a lui.

## Personaggi
I Fantastici 4 e Silver Surfer permette al giocatore di indossare i panni di qualunque membro del team dei Fantastici Quattro, con la possibilità eventualmente di cambiare in corsa il personaggio con cui si sta giocando. Ogni personaggio ha un'abilità speciale:
- Reed Richards / Mister Fantastic ha l'abilità di mutare il suo corpo e farlo diventare malleabile, rendendolo capace di allungarsi o in generale di mutare la sua forma fisica a suo piacimento.
- Susan Storm / Donna Invisibile possiede l'abilità di controllare la luce e diventare invisibile (del tutto o parzialmente) a suo piacimento. Ha anche poteri telecinetici e l'abilità di proiettare forza energetica dal suo corpo.
- Johnny Storm / Torcia Umana può manipolare il fuoco. Di solito avvolge il suo corpo con le fiamme che può creare dato che può sostenere anche i più alti livelli di calore. Può anche volare.
- Ben Grimm / La Cosa è incredibilmente forte e la sua pelle è più dura del diamante. Può sollevare oggetti pesanti con facilità.

## Sviluppo
Le versioni per PlayStation 2, Wii e Nintendo DS sono state sviluppate da 7 Studios, mentre le versioni per PlayStation 3 e Xbox 360 sono state sviluppate da Visual Concepts.
Erano previste anche ulteriori versioni per Xbox e GameCube, che vennero cancellate a causa delle scarse vendite nel caso della versione Xbox e per risorse limitate nel caso della versione GameCube.

## Accoglienza
I Fantastici 4 e Silver Surfer è stato accolto negativamente dalla critica. Il sito aggregatore di recensioni GameRankings ha dato diversi voti alle diverse versioni del gioco, oscillanti dal 38,40% ottenuto dalla versione Nintendo DS al 49,16% della versione Xbox 360. Anche Metacritic ha dato al gioco diversi voti in base alla versione presa in analisi, dal 35 su 100 ricevuto dalla versione Nintendo DS al 47 su 100 ricevuto dalla versione PS3. Daniel Wilks, critico del magazine Hyper ha ironicamente lodato il gioco per "essere meglio di Pirati dei Caraibi - Ai confini del mondo". Nonostante ciò, lo ha criticato per il suo essere "monotono, ripetitivo e pigro".